# TORA (ミュージシャン)
TORA（とら、1980年1月12日 - ）は、日本のベーシスト。大阪府大阪市出身。8ottoとして、オアシスやザ・ラプチャー等の海外アーティストとの共演、イギリス・パリなど海外でも活動。

## 来歴・人物
血液型はA型。猫好き。普段はメガネだが、ライブ時はサングラスを着用する。
2000年頃、Sugar For A Dime（現8otto）に加入。8ottoで2004年NYに渡り活動。8ottoではライブ演出やMCも担当、その他のバンドのコンテンツやイベントも全てディレクションしている。歪ませたベースの音が特徴。
Gotch初ソロアルバム『Can’t Be Forever Young』にベーシストとして参加。音楽雑誌「MUSICA」で創刊時から現在までディスクレビューを担当。
SORAxNIWAにてラジオ番組「インディーズ工務店（2013年 - 2018年）」のメインMC担当。
UnTigre名義で8ottoやLOSTAGE等のMVやその他映像作品も手がける。
2020年自身が店主を務めるNICOtt barをオープン。GATTO's SELECTを始動。8ottoグッズや自身がデザインしたグッズの販売している。
8ottoドラム・マエノソノマサキとのユニットLove Implosionでは2ピース編成ながらベース1本でギターの音も担当する。
Zampata（ザンパータ）名義でのソロ活動、8ottoギターのセイエイヨシムラとの「Tiger, Shrine & The Bad Commuicator」も行うと自身のブログで公言している。

## 主なライブ
「8otto」として出演

### ワンマンライブ・主催イベント・ツアー
- 2008年 - 8otto presents 080808
- 2008年 - 8otto 全国ワンマンツアー TOUR 2008
- 2011年 - 8otto Ashes To "Ashes" TOUR 2011
- 2012年 - 8otto Uprising TOUR 2012
- 2012年 - UK&Paris TOUR 2012
- 2012年 - "One or Eight" 2012
- 2013年 - "One or Eight" 2013
- 2014年 - "One or Eight" 2014
- 2015年 - "One or Eight" 2015
- 2016年 - "One or Eight" 2016
- 2017年 - "One or Eight" 2017
- 2018年 - "One or Eight" 2018
- 2018年 - 『Dawn On』Release Tour 2018-2019  -TOUR TBA-

### 出演イベント
- 2006年08月12日 - SUMMER SONIC 2006
- 2007年04月29日 - ARABAKI ROCK FEST.07
- 2007年08月11日・12日 - SUMMER SONIC 2007
- 2007年08月17日 - ライジング・サン・ロックフェスティバル 2007 in EZO
- 2007年12月28日 - COUNTDOWN JAPAN 07/08
- 2008年05月11日 - BEA presents F-X 2008
- 2008年07月21日 - ASIAN KUNG-FU GENERATION presents NANO-MUGEN FES.2008
- 2008年08月02日 - ROCK IN JAPAN FESTIVAL 2008
- 2009年03月18日 - OASIS JAPAN TOUR 2009/opning act
- 2009年04月25日 - ARABAKI ROCK FEST.09
- 2009年08月02日 - ROCK IN JAPAN FESTIVAL 2009
- 2009年08月15日 - RISING SUN ROCK FESTIVAL 2009 in EZO
- 2011年07月29日 - フジロックフェスティバル '11
- 2011年08月27日 - ARABAKI ROCK FEST.11

## 作品

### 参加作品
| アーティスト | 発売日        | アルバム               | 備考   |
| ------------ | ------------- | ---------------------- | ------ |
| Gotch        | 2014年4月30日 | Can't Be Forever Young | ベース |

### ミュージック・ビデオ監督作品
| アーティスト | 曲名                                     | 備考 |
| ------------ | ---------------------------------------- | ---- |
| 8otto        | Generation888                            | 監督 |
| 8otto        | Uprising                                 | 監督 |
| 8otto        | In My Mind                               | 監督 |
| 8otto        | SRKEEN                                   | 監督 |
| 8otto        | ANOTHER ONE BITES THE DUST / QUEEN COVER | 監督 |
| 8otto        | 赤と黒                                   | 監督 |
| LOSTAGE      | ポケットの中で (Unofficial Video)        | 監督 |

## 出演

### ラジオ
- インディーズ工務店(SORAxNIWA梅田/メインパーソナリティ)2013年4月〜2018年3月

### 連載など
- 月間音楽雑誌MUSICA/ディスクレビュー担当